# Эдвардианская эпоха

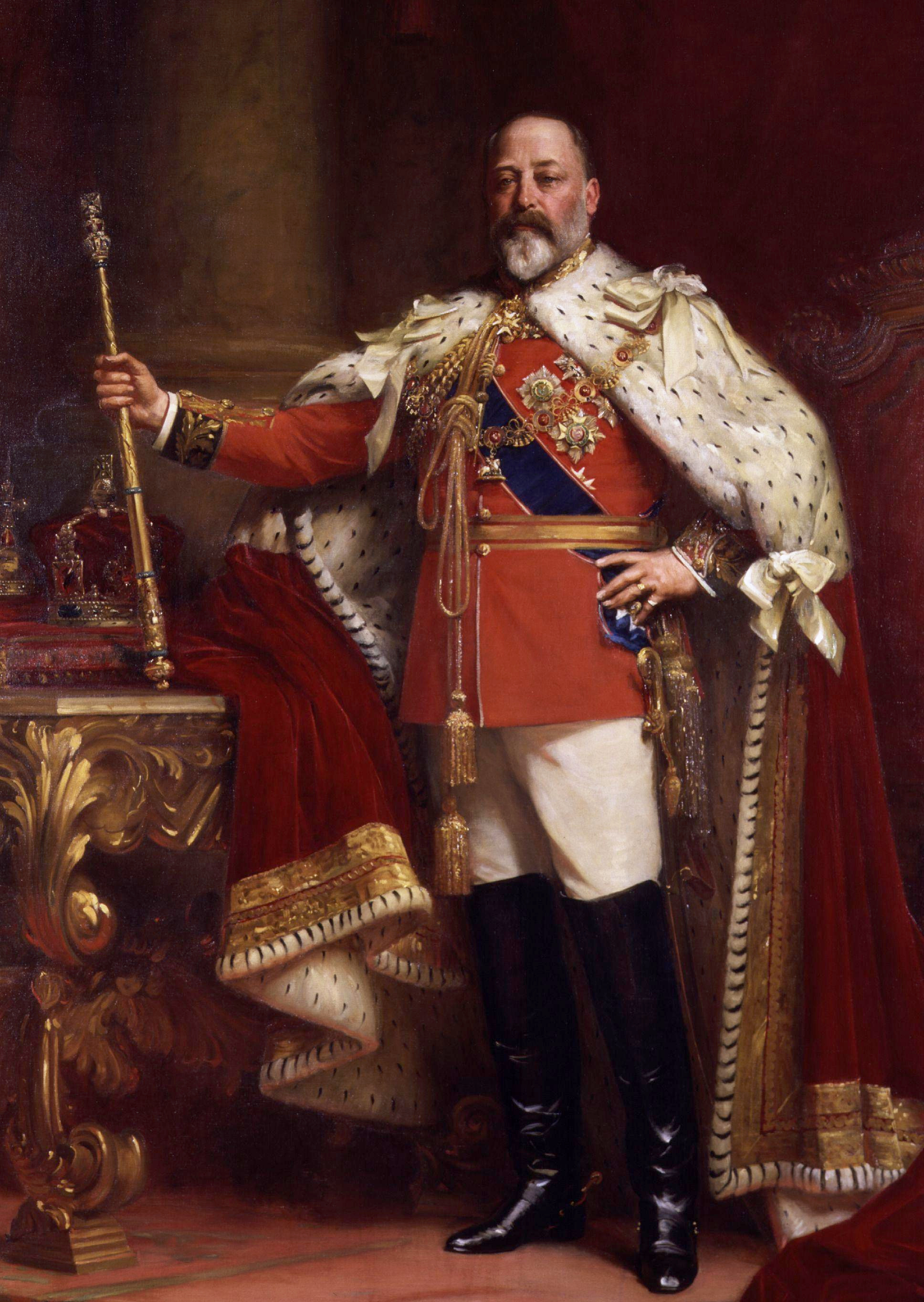
Король Эдуард VII, давший имя эпохе

Эдвардианская эпоха, или эдвардианский период, в истории Великобритании — период правления Эдуарда VII с 1901 по 1910 год, в который также иногда включают и несколько лет после его смерти, предшествовавшие началу Первой мировой войны.
Смерть королевы Виктории в январе 1901 года и восшествие на престол её сына Эдуарда знаменовали конец Викторианской эпохи. В то время как Виктория избегала излишней публичности, Эдуард был лидером среди законодателей мод, находящихся под влиянием искусства и веяний континентальной Европы. Вероятно, этому способствовала любовь короля к путешествиям. В эту эпоху произошли значительные сдвиги в политической жизни — слои населения, чьи интересы ранее были слабо представлены на политической арене (разнорабочие и женщины), стали крайне политизированными.
В эдвардианский период часто включают и несколько лет после кончины короля Эдуарда в 1910 году, таким образом захватывая гибель «Титаника» в 1912-м, начало Первой мировой войны в 1914-м, окончание войны с Германией в 1918-м, либо подписание Версальского договора в 1919-м.

## Экономика
Эдвардианская эпоха — это время мира и достатка. На её протяжении не было значительных спадов и повсеместно царило процветание. Хотя темпы роста британской экономики, фабричного производства и ВВП (но не ВВП на душу населения) уступили первенство США и Германии, страна оставалась мировым лидером в торговле, финансах и кораблестроении, а также имела сильные позиции в промышленном производстве и добыче руды. Рост промышленности замедлился, а элиты охотнее предавались развлечениям, чем занимались предпринимательством. Однако следует выделить и значимые достижения. Лондон был мировым финансовым центром — гораздо более мощным и всеобъемлющим, чем Нью-Йорк, Париж или Берлин. Британия располагала огромными заморскими капиталами как в своей официальной Империи, так и в Латинской Америке и на прочих территориях. В её распоряжении были акции крупнейших холдингов в Соединённых Штатах, особенно в железнодорожной отрасли. Все эти богатства оказались жизненно важными при обеспечении бесперебойных поставок в первые годы мировой войны. Уровень жизни, особенно среди городского населения, рос. Рабочие классы стали устраивать политические протесты, чтобы их голос был более отчётливо слышен в правительстве, что, однако, не приводило к значительным беспорядкам по экономическим причинам вплоть до 1908 года.

## Общество и классы

### Права женщин
В Эдвардианской Англии был целый крупный социальный класс слуг, в том числе и женского пола. Они часто получали скромное содержание, но были обеспечены питанием и кровом, годами живя в замкнутых сообществах и мало общаясь со внешним миром.
Положение женщин не из высшего общества оставалось достаточно тяжёлым. Аборты были запрещены, как и частично контрацепция, женская прислуга и женщины из рабочего класса были относительно бесправны. Из-за того, что добытчиком был и воспринимался обществом в первую очередь мужчина, борьба с женской бедностью была затруднена, и сама эта бедность часто невидима. Женщины Англии в 1910-х годах в последний раз носили корсеты в повседневной жизни и надевали длинные юбки. С началом Первой мировой войны пришла мода на укороченные юбки, и прежний фасон не пользовался более популярностью.

## Наука и техника

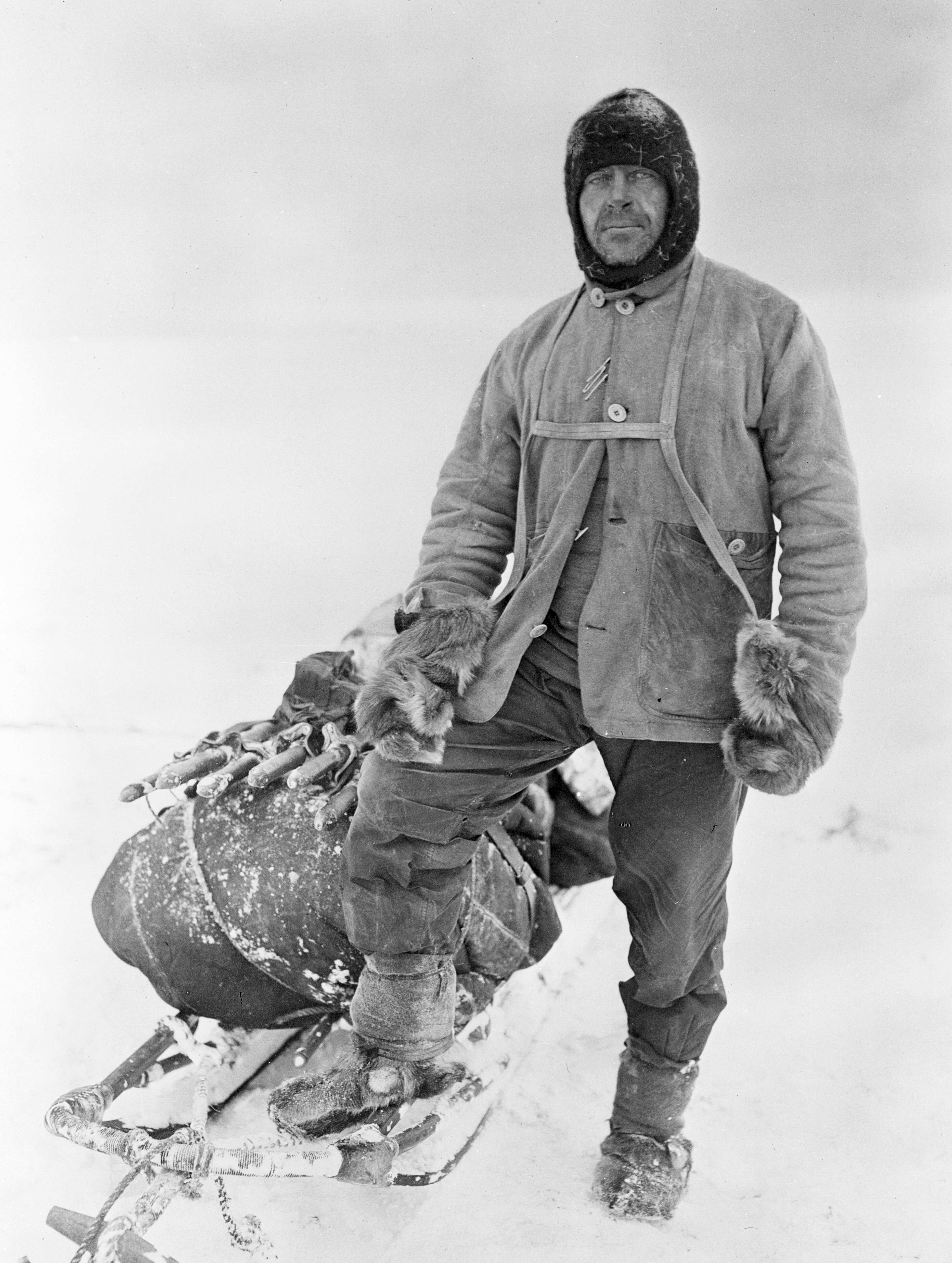
Роберт Фалькон Скотт, несбывшаяся надежда Британии

Появляется авиация, от полёта братьев Райт в Америке до пересечения Ла-Манша Л. Блерио. Автомобили начинают распространяться не только среди энтузиастов или как предметы роскоши, но и как средства передвижения, хотя и дорогостоящие. В зачаточном виде существовали подводная и ракетная техника. Активно развивались в самой Англии и её колониях железные дороги. Начинает своё победное шествие кинематограф. С начала 1900-х годов общественное мнение Великобритании приковано к полярным исследованиям в Южном полушарии, в Антарктиде, в том числе английскими экспедициями Скотта и Шеклтона. В результате на закате эпохи Южный полюс был покорён Руалем Амундсеном, опередившим в полярной гонке англичанина Роберта Скотта, погибшего на обратном пути к своей прибрежной базе.
Тем временем с континента приходили сенсационные новости о работах Эйнштейна, Планка и Резерфорда, а с 1901 года в Скандинавии стали присуждаться Нобелевские премии. Первым нобелевским лауреатом Британской империи стал Рональд Росс, врач и паразитолог шотландского происхождения, получивший Нобелевскую премию по физиологии и медицине в 1902 году за исследования малярии.

### Литература и СМИ

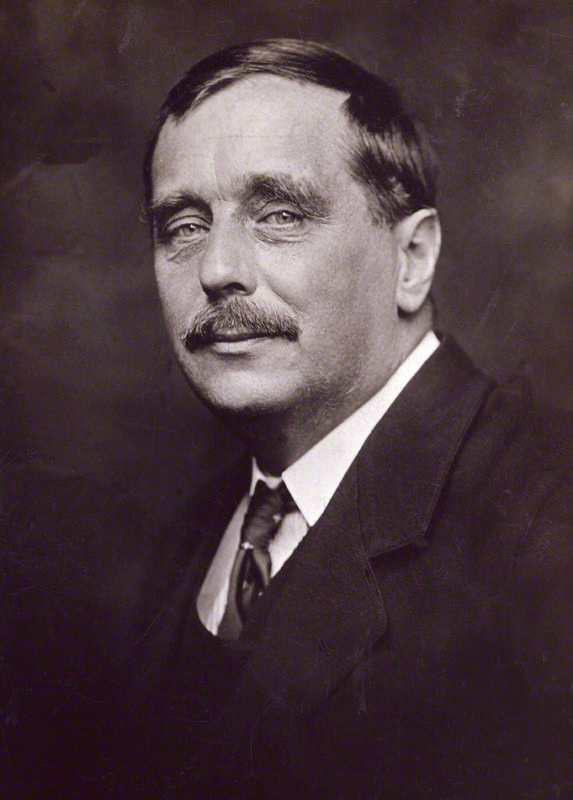
Герберт Уэллс — один из основоположников жанра научной фантастики

### Музыка

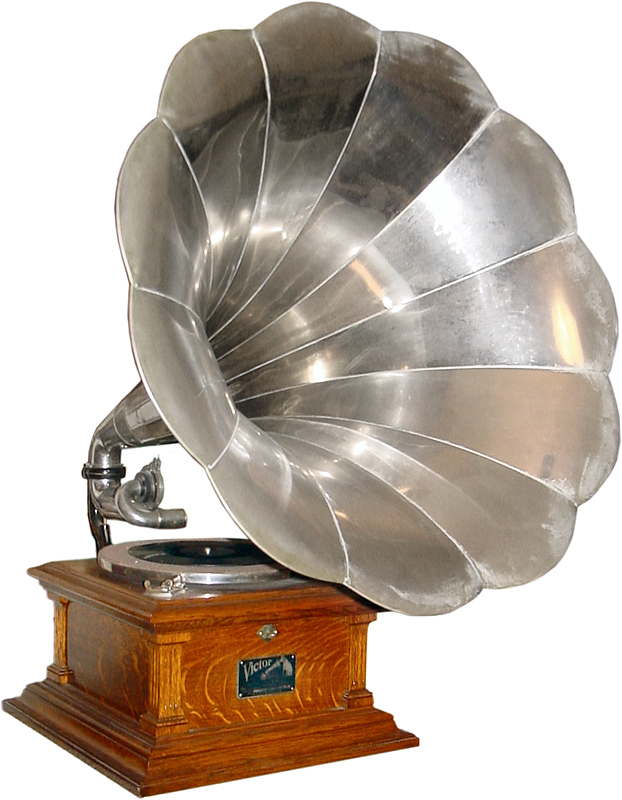
Граммофон. Дата изготовления — ок. 1907 года

### Архитектура

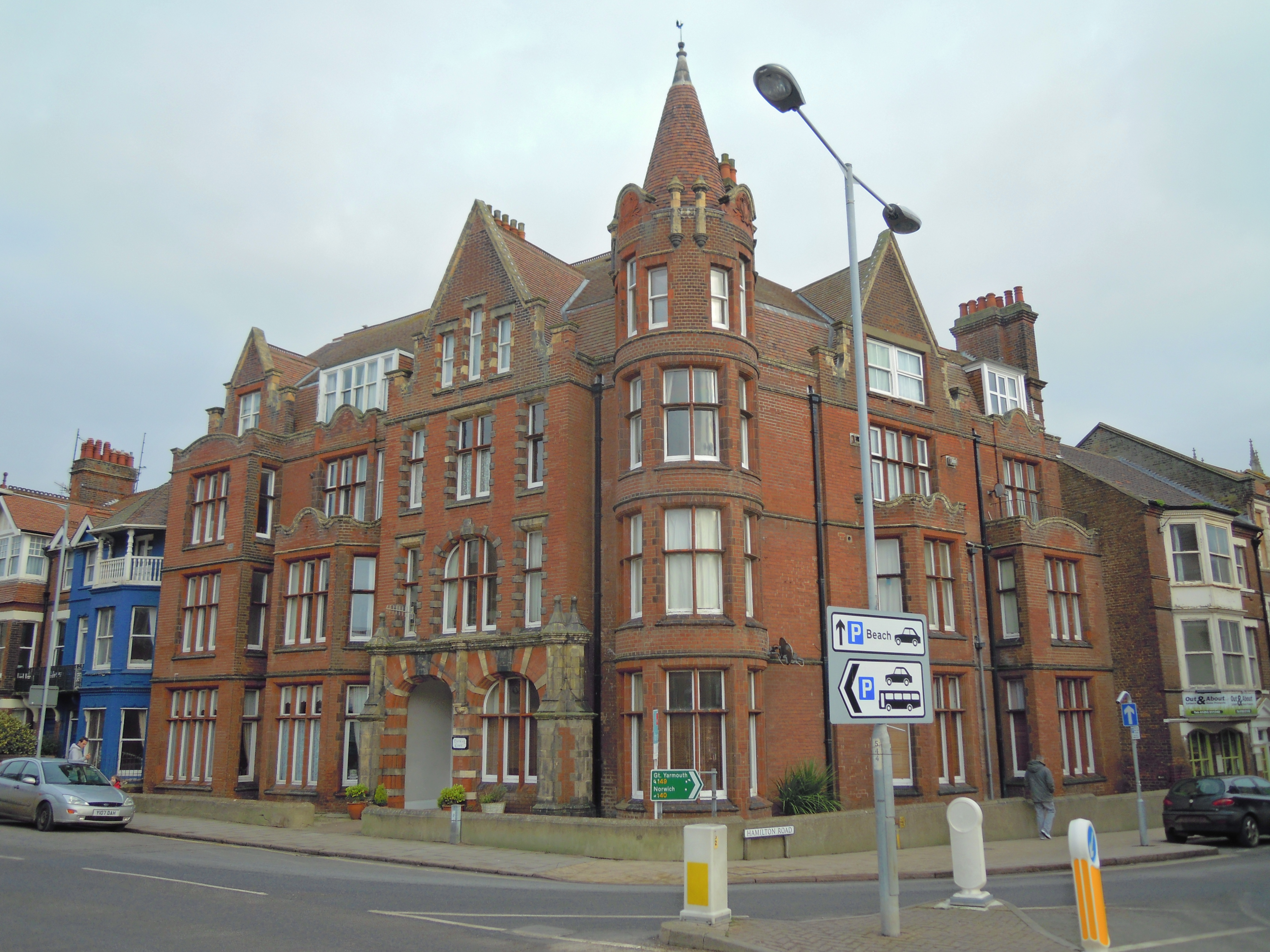
Бывший отель «Эверсли», преобразованный в многоквартирный дом (Норфолк, архитектор Огастес Скотт)

## Культура